# Kotlin (programozási nyelv)
A Kotlin erősen típusos programozási nyelv, Java virtuális gépre és JavaScript kódra is lefordítható. A fő fejlesztői a JetBrains szentpétervári csapata, a nyelv a Szentpétervár közelében található Kotlin-szigetről kapta a nevét. Bár a szintaxisa nem kompatibilis a Java programnyelvvel, a Kotlin együttműködik a Java-ban írt kóddal és épít a java programkönyvtár részeire, mint például a Collections keretrendszerre.

## Története
A Kotlin programnyelvet 2011 júliusában hozták nyilvánosságra, amit akkor már egy éve fejlesztettek. A fordítót és a hozzá tartozó programokat 2012 februárjában adták ki nyílt forráskódú szoftverként Apache 2.0 licenc alatt. A Jetbrains bevallott motivációja az új nyelv fejlesztésében az, hogy az növelje az IDEA fejlesztőeszköz eladásait.

## Filozófiája
Andrej Breslav vezető fejlesztő szerint a Kotlin egy a Java-nál jobb, de azzal még mindig teljesen kompatibilis nyelv, amely lehetővé teszi a fejlesztőknek, hogy a Kotlin felé mozduljanak.

## Szintaxis
A Pascalhoz és a Scalához hasonlóan a Kotlin változó deklarációiban is a változó nevét követi a típus, a kettőt kettőspont választja el. Az utasítások végén a pontosvessző opcionális, általában egy új sor elegendő. Ellenben a Java-val, alapértelmezésben minden metódus publikus, a paramétereik pedig nem felülírhatóak a metódusból.
A Kotlin speciális szintaxissal rendelkezik a null értékek kezelésére. Azok a változók, amelyek felvehetnek null értéket, ? típus deklarációval kell ellátni. Például:
```
var
 
text
 
:
 
String
?
 
=
 
null

text
 
=
 
null
                      
// ennek a változónak adhatunk null értéket

var
 
anotherText
 
:
 
String
 
=
 
null
  
// fordítási hiba - nem adhatunk null értéket ennek a változónak

```

## Szemantika
Az objektumorientált programozásban használatos osztályok és a metódusok mellett (ezeket a Kotlin nyelvben tagfüggvényeknek hívják) a Kotlin támogatja a procedurális programozást is, függvények használatával. A C és C++ nyelvekhez hasonlóan a Kotlin program belépési pontja is a „main” nevű funkció, amelynek paramétere a parancssorban megadott értékeket tartalmazó tömb lehet. A Perl és Unix/Linux shell script stílusú string-behelyettesítés is támogatott. A nyelv rendelkezik a típuskikövetkeztetéshez (type inference) szükséges elemekkel is.
Hello, világ! példaprogram:
```
fun
 
main
(
args
 
:
 
Array
<
String
>
)
 

{

 
val
 
scope
 
=
 
"world"

 
println
(
"Hello, ${scope}!"
)

}

```

## Támogató eszközök
- IntelliJ IDEA – a JetBrains Java fejlesztőkörnyezete (IDE), pluginen keresztül támogatja a Kotlin nyelvet.[6]
- Apache Maven[7]
- Apache Ant[7]
- Gradle[7]

## Lásd még
A nyelv a Java-szerű programnyelvek családjába tartozik, amelyek jellemző képviselői még az alábbiak:
- Scala (2003)
- Groovy (2003)
- Gosu (eredetileg GScript, 2002)
- Fantom (2009, kb.)
- Ceylon (2011)

## Fordítás
Ez a szócikk részben vagy egészben  a   Kotlin(programming language) című angol Wikipédia-szócikk ezen változatának fordításán alapul.  Az eredeti cikk szerkesztőit annak laptörténete sorolja fel. Ez a jelzés csupán a megfogalmazás eredetét és a szerzői jogokat jelzi, nem szolgál a cikkben szereplő információk forrásmegjelöléseként.